# Urbankirche (Holte)

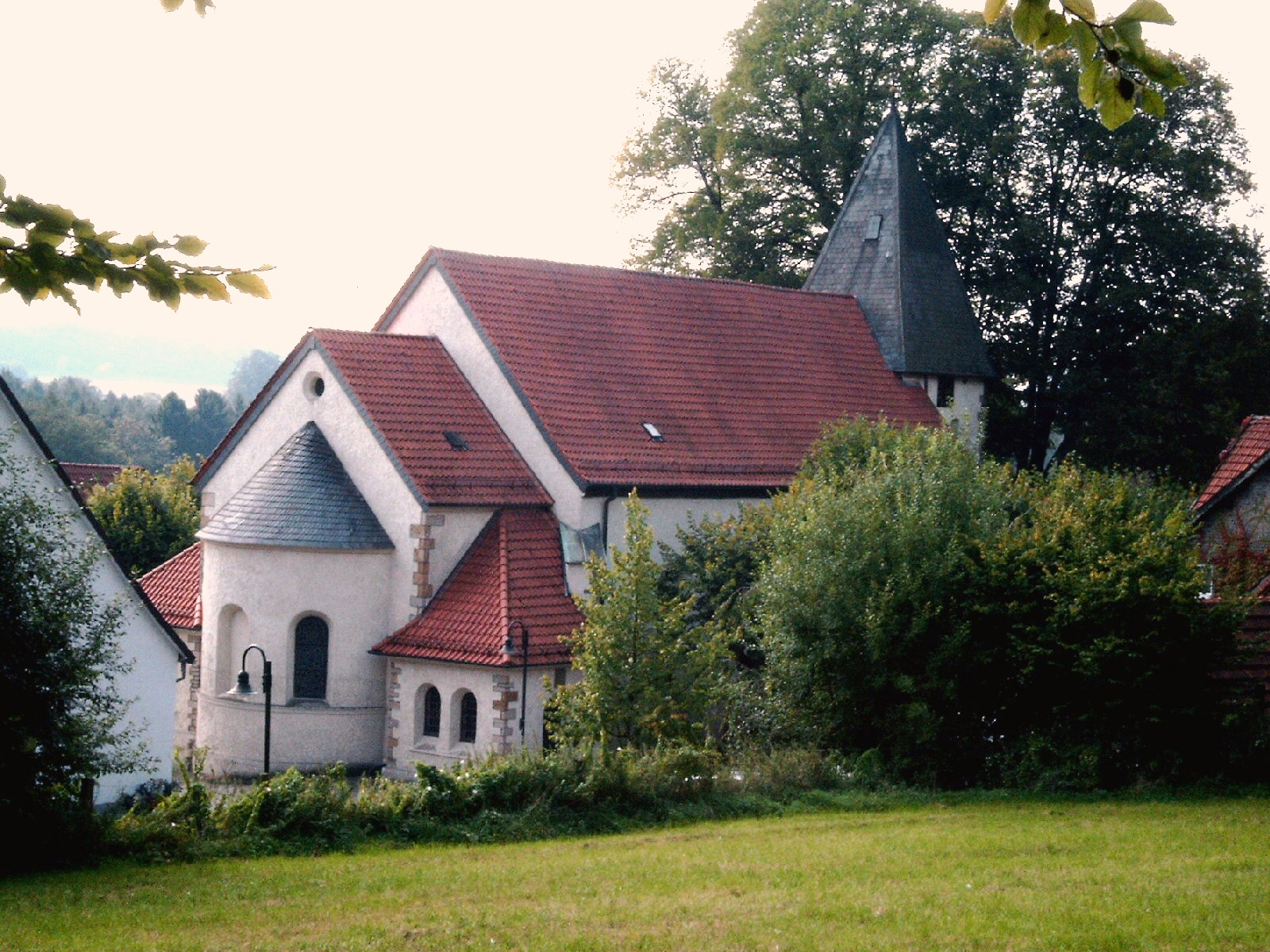
Urbankirche von Nordosten

Die St. Urbankirche (häufig auch Holter Kirche) ist eine evangelisch-lutherische Kirche im Bissendorfer Ortsteil Holte im Landkreis Osnabrück in Niedersachsen.

## Lage

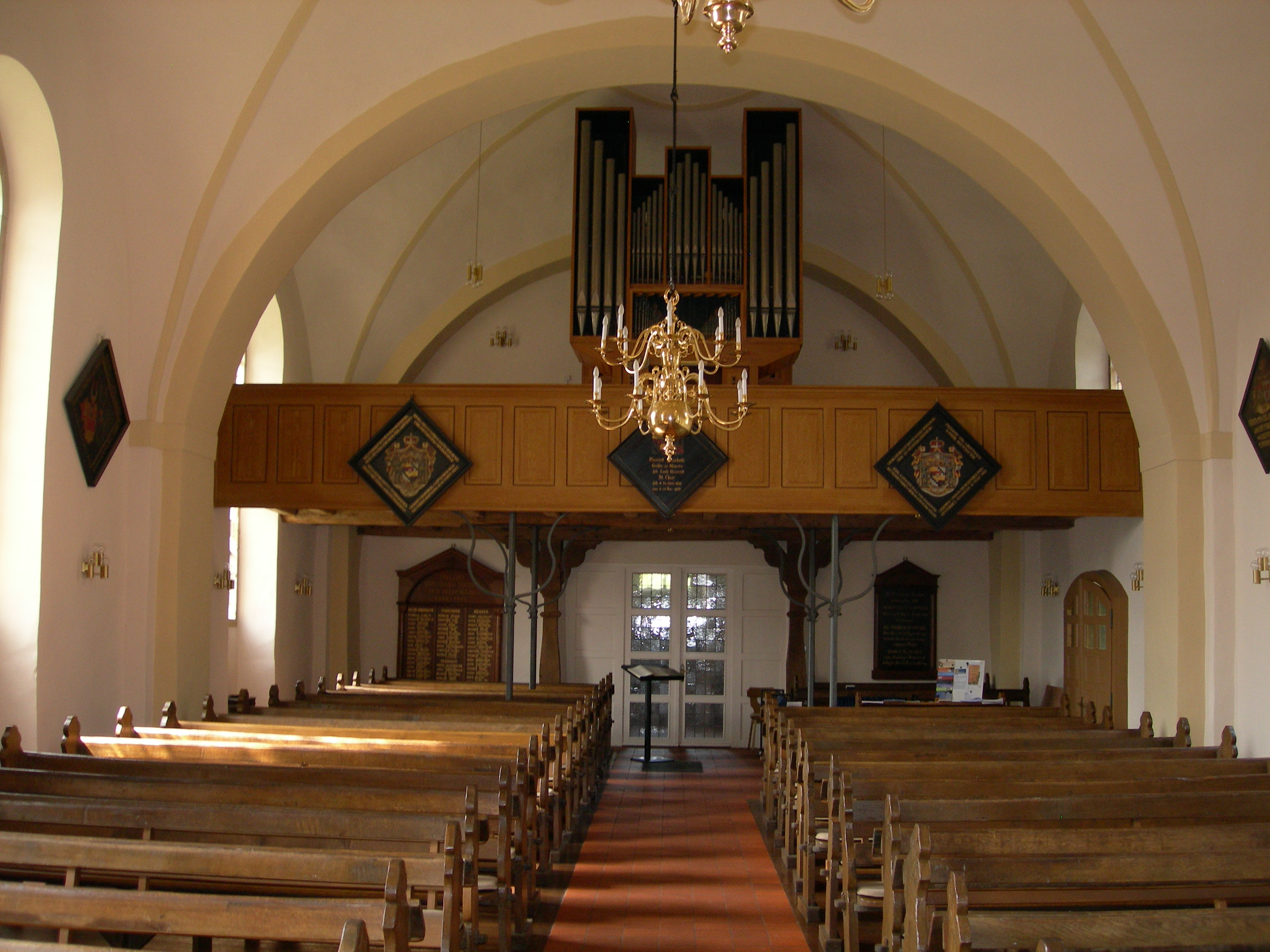
Empore

Die Kirche befindet sich im Westen des Bissendorfer Ortsteils Holte in einer alten Kirchensiedlung. Der Kirche verläuft in West-Ost-Richtung auf einem Kirchplatz mit 24 Linden, umgeben von historischen Häusern. Die Kirche und die Kirchensiedlung stehen unter Denkmalschutz.

## Geschichte
Die erste urkundliche Erwähnung der Kirche stammt aus dem Jahr 1160, die erste Kirche wurde wahrscheinlich im 12. Jahrhundert erbaut. Aus dieser Zeit ist allerdings nur der romanische Turm erhalten. Die Gründung der Kirche ging von der Holter Burg aus.
Die Saalkirche wurde 1770 von Ernst Philipp Ferdinand von Grothaus errichtet und 1887 um einen neuromanischen Altarraum mit Sakristei- und Patronatsprieche erweitert. 1970 wurde die Kirche im Inneren umgestaltet, ein südlicher Anbau abgerissen. Im Jahr 2000 wurde die Kirche umfangreich renoviert. Dabei wurde das Innere in zarten Gelbtönen gestrichen und die Beleuchtung mit kunstvollen Wand- und Messingleuchtern in niederländischem Barockstil erneuert.

## Ausstattung

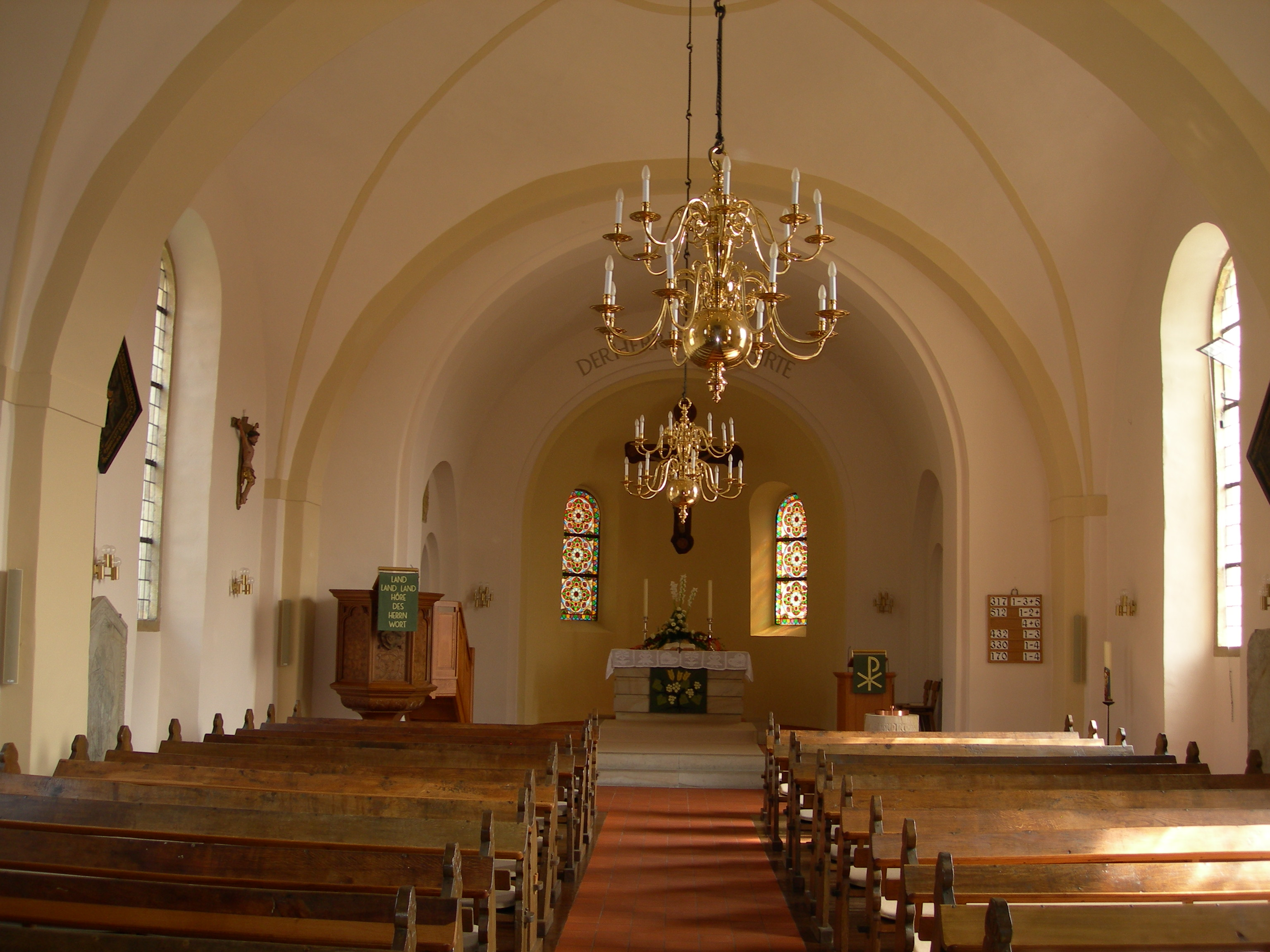
Altarraum

Die beiden Buntglasfenster aus dem Altarraum sind Originale aus der Bauzeit im Jahr 1887. Die beiden Altarleuchter stammen aus der Zeit um 1900, genauso wie die Taufkanne. Das Abendmahlgeschirr ist erheblich älter. Kelch und Patene wurden 1695 von Johann Jobst Heinrich von Grothaus gestiftet, die Weinkanne, die Oblatendose und die verzierte Taufschale von Georg Herbert zu Münster. Die Kirchenbänke stammen wohl von 1770 und sind mehrfach verändert worden.
Über dem Altar hängt ein wahrscheinlich 800 Jahre altes Triumphkreuz, das 1970 stark beschädigt unter Geröll auf dem Kirchboden gefunden wurde. Es hing im ersten Kirchenschiff, das 1770 ersetzt wurde. Man restaurierte es und verband es mit dem vorher in der Kirche freischwebenden Christuskorpus.
In der Kirche befinden sich außerdem mehrere Grabplatten, die von dem ehemaligen Friedhof um die Kirche stammen.
Der schlichte Altar und das säulenartige Taufbecken sind aus Ibbenbürener Sandstein und entstanden 1970. Die Kanzel der Kirche wurde 1887 angefertigt und stand bis zur Umgestaltung 1970 auf der gegenüberliegenden Seite. Neben der Kanzel hängt ein Kreuz, das 2000 von der Patronatsfamilie Homann gestiftet wurde. Auf dem Bronzekreuz ist ein Christuskorpus von ca. 1320 angebracht.
Mehrere Wappentafeln aus den Jahren 1773 bis 1927 repräsentieren die Patronatsfamilien der Kirche, die Freiherren von Grothaus und deren Erben, die Grafen bzw. Fürsten Münster. Bedeutendster Patron der Kirche war Ernst Friedrich Herbert zu Münster.

## Glocken
Die „Alte Glocke“ gehört zu den ältesten Kirchenglocken des Osnabrücker Landes und stammt aus dem Jahr 1413. Die zweite Glocke wurde 1949 in Karlsruhe neu gegossen. Ihre Vorgängerin stammte aus der Zeit um 1500 und war 1740 beim Trauergeläut für Kaiser Karl VI. zersprungen, eine zweite 1742 gegossene Glocke wurde im Zweiten Weltkrieg abgehängt und sollte eingeschmolzen werden. Sie fand sich in Hamburg wieder, hatte jedoch einen Sprung und war unbrauchbar geworden. Die dritte Glocke der Kirche stammt aus dem Jahr 1985. Sie dient als Betglocke und wird auch bei Taufen geläutet.

## Orgel
Die Orgel der Kirche steht auf der Empore an der Westseite und wurde 1971 von  Johannes Wolfram erbaut. Sie ersetzte eine Orgel der Firma Rohlfing.